# Los Álamos, León
Los Álamos är en ort i Mexiko.   Den ligger i kommunen León och delstaten Guanajuato, i den centrala delen av landet, 300 km nordväst om huvudstaden Mexico City. Los Álamos ligger 1 857 meter över havet och antalet invånare är 156.
Terrängen runt Los Álamos är platt åt sydväst, men åt nordost är den kuperad. Runt Los Álamos är det tätbefolkat, med 257 invånare per kvadratkilometer. Närmaste större samhälle är León de los Aldama, 18,8 km nordväst om Los Álamos. Trakten runt Los Álamos består till största delen av jordbruksmark.